# دومینیک اگمن
دومینیک اگمن (انگلیسی: Dominik Eggemann؛ زادهٔ ۴ مارس ۱۹۸۹) بازیکن فوتبال اهل آلمان است.
از باشگاه‌هایی که در آن بازی کرده‌است می‌توان به باشگاه فوتبال لوک اشتندل و باشگاه فوتبال کارل زایس ینا اشاره کرد.